# Ali Doraghi
Ali Doraghi (en persan : علی دورقی), né le 20 septembre 1984 à Ahvaz, en Iran, est un joueur iranien de basket-ball, évoluant aux postes d'ailier fort et de pivot.

## Palmarès
- Champion d'Asie 2007, 2009